# Le Poète (Matta)
Pour les articles homonymes, voir Le Poète.
Le Poète – ou Un poète de notre connaissance – est un tableau du peintre chilien Roberto Matta réalisé en 1944-1945. Cette huile sur toile surréaliste représente une espèce de Minotaure rose qui se tient debout devant un fond jaune en brandissant vers le spectateur un revolver dont la bouche du canon a la forme d'un trou de serrure traditionnel. Ce faisant, elle constitue peut-être un portrait d'André Breton, lequel avait appelé dans le deuxième Manifeste du surréalisme à tirer dans la foule de façon gratuite, en choquant la société bourgeoise. Déclarée trésor national le 14 mars 2015, la peinture est conservée au musée national d'Art moderne, à Paris, depuis 2016. Elle a été acquise auprès du fils de l'artiste grâce au mécénat d'entreprise.